# Prieuré de Juigné
Pour les articles homonymes, voir Juigné.
Le prieuré de Juigné est un prieuré situé à Morannes, en France.

## Localisation
Le prieuré est situé dans le département français de Maine-et-Loire, sur la commune de Morannes.

## Historique
L'édifice est inscrit au titre des monuments historiques en 1991.